# Linfield F.C.
Linfield Football Club – klub piłkarski w Irlandii Północnej z siedzibą w mieście Belfast.

## Osiągnięcia
- Mistrz Irlandii Północnej (57): 1890/91, 1891/92, 1892/93, 1894/95, 1897/98, 1901/02, 1903/04, 1906/07, 1907/08, 1908/09, 1910/11, 1913/14, 1921/22, 1922/23, 1929/30, 1931/32, 1933/34, 1934/35, 1948/49, 1953/54, 1954/55, 1955/56, 1958/59, 1959/60, 1960/61, 1961/62, 1965/66, 1968/69, 1970/71, 1974/75, 1977/78, 1978/79, 1979/80, 1981/82, 1982/83, 1983/84, 1984/85, 1985/86, 1986/87, 1988/89, 1992/93, 1993/94, 1999/00, 2000/01, 2003/04, 2005/06, 2006/07, 2007/08, 2009/10, 2010/11, 2011/12, 2016/17, 2018/19, 2019/20, 2020/21, 2021/22, 2024/25
- Puchar Irlandii Północnej (Irish Cup) (44): 1890/91, 1891/92, 1892/93, 1894/95, 1897/98, 1898/99, 1901/02, 1903/04, 1911/12, 1912/13, 1914/15, 1915/16, 1918/19, 1921/22, 1922/23, 1929/30, 1930/31, 1933/34, 1935/36, 1938/39, 1941/42, 1944/45, 1945/46, 1947/48, 1949/50, 1952/53, 1959/60, 1961/62, 1962/63, 1969/70, 1977/78, 1979/80, 1981/82, 1993/94, 1994/95, 2001/02, 2005/06, 2006/07, 2007/08, 2009/10, 2010/11, 2011/12, 2016/17, 2020/21
- Puchar Ligi (Irish Football League Cup) (8): 1986/87, 1991/92, 1993/94, 1997/98, 1998/99, 1999/00, 2001/02, 2005/06

## Historia
Klub założony został przez pracowników Linfield Spinning Mill w marcu 1886 roku pod nazwą Linfield Athletic Club. Początkowo piłkarze klubu rozgrywali swoje mecze na boisku zwanym The Meadow, znajdującym się na tyłach młyna. Wraz ze wzrostem znaczenia w roku 1889 klub przeniósł swą siedzibę na Ulsterville Avenue. W tym okresie klub grał z Nottingham Forest F.C. w angielskim FA Cup (wtedy w Pucharze Anglii mogły brać udział kluby z całej Wielkiej Brytanii) osiągając remis 2:2, jednak klub wycofał się przed rewanżem.
Przenosiny do Ulsterville okazały się dla klubu przeprowadzką nietrwałą, gdyż teren ten, przeznaczony pod budownictwo mieszkaniowe, został wkrótce sprzedany firmom budowlanym. Klub zmuszony był rozgrywać swoje mecze domowe na boiskach przeciwników. W końcu prezes klubu Robert Gibson wydzierżawił ziemię w Myrtlefield w południowym Belfaście. Ciągłe przeprowadzki wywołały pragnienie posiadania własnego boiska. W końcu w 1904 roku zakupiono kawałek ziemi zwany "bog meadows" niedaleko Windsor Avenue. Pierwszy mecz na nowym stadionie Windsor Park rozegrano 2 września 1905 roku przeciw klubowi Glentoran.
Przez lata Windsor Park ulegał stopnowej rozbudowie. Obszar pod boisko treningowe i stadion "Midgeley Park", przeznaczony dla rezerw klubu, zakupiono w roku 1951. Obecny kompleks biurowy klubu ukończono w 1968 roku. Północna trybuna (North Stand), mogąca pomieścić 6800 widzów, została uroczyście otwarta 20 października 1984 roku przez prezydenta FIFA João Havelange'a. Powstała ona przy współpracy z rządem oraz irlandzką federacją piłkarską (Irish Football Association). Najnowsza trybuna (Kop Stand) z 4000 miejsc ukończona została w końcu lat 90.
Przed sezonem Linfield rozgrywa tradycyjnie mecz ze szkockim klubem Rangers. Pojedynki te są popularne wśród kibiców obu klubów ze względu na długotrwałą przyjaźń między Linfield a Rangers. Ostatnio rozegrany mecz 6 lipca 2006 roku wygrał 2:0 Rangers po bramkach Krisa Boyda i Thomasa Buffela.

### Sezon 2005/06
Linfield został mistrzem Irlandii Północnej w sezonie 2005/06, gdy 18 marca pokonał 1:0 klub Armagh City. Kilka tygodni później w Pucharze Gibsona (Gibson Cup) Linfield przegrał 1:3 z Lisburn Distillery, co było pierwszą przegraną, jaką klub poniósł na własnym boisku po serii niemal 50 meczów bez porażki.
Linfield odniósł w tym sezonie jeszcze dwa sukcesy - wygrał Puchar Ligi (Irish Football League Cup) pokonując 3:0 na Windsor Park Glentoran oraz zwyciężył w turnieju County Antrim Shield pokonując 2:1 w finale na stadionie Seaview klub Ballymena. W 2006 roku Linfield dotarł do półfinału turnieju Setanta Cup, gdzie wyeliminowany został przez późniejszego triumfatora i lidera ligi irlandzkiej (Football League of Ireland), klub Drogheda United. Wcześniej w tych samych rozgrywkach Linfield zdemolował swego odwiecznego rywala Glentoran aż 6:0 - było to najwyższe zwycięstwo nad Glentoranem od ponad trzech dekad.
Pokonując 6 maja 2006 klub Glentoran w stosunku 2:1 Linfield po raz kolejny zdobył Puchar Irlandii Północnej (Irish Cup). Obie bramki (po jednej w każdej połowie) zdobył najlepszy strzelec klubu Peter Thompson. Zdobył on w sezonie 48 bramek, stając się jednym z najbardziej skutecznych strzelców w Europie. Ponieważ na koniec sezonu kończyły się kontrakty wielu czołowych graczy klubu, konieczne było podpisanie nowych umów z takimi graczami jak Peter Thompson, Paul McAreavey, Michael Gault czy Alan Mannus.

### Sezon 2006/07
Podczas sezonu 2006/07 Linfield  podpisał kontrakt z reprezentantem Irlandii Północnej U-21 Thomasem Stewartem, któremu wygasł kontrakt z klubem Wolverhampton Wanderers. Ponadto od lokalnego rywala Cliftonville ściągnięto Conora Downeya.
Linfield 21 kwietnia 2007 roku został po raz 48 mistrzem Irlandii Północnej. Wkrótce potem 5 maja 2007 roku w finale Pucharu Irlandii Północnej zremisował 2:2 z Dungannon Swifts i zdobył puchar dzięki lepiej wykonywanym rzutom karnym. W ciągu ostatnich 70 lat Linfield okazał się jedynym klubem, który dwa razy z rzędu zdobył podwójną koronę (mistrzostwo i puchar). Podobnego wyczynu klub dokonał w sezonach 1921/22 i 1922/23. W finale Setanta Sports Cup organizowanego dla najlepszych klubów Irlandii i Irlandii Północnej Linfield zremisował 1:1 z mistrzem Irlandii Drogheda United, przegrał jednak karne 3:4.

### Występy w europejskich pucharach
Jako czołowy klub Irlandii Północnej Linfield regularnie bierze udział w europejskich pucharach. Największym osiągnięciem klubu było dotarcie do ćwierćfinału PEMK w 1967 roku. Linfield wyeliminował najpierw Aris Bonnevoie z Luksemburga a następnie norweski klub Vålerenga Fotball. W ćwierćfinale z bardzo mocnym wówczas CSKA Sofia Linfield zremisował u siebie 2:2 i przegrał 0:1 na wyjeździe.
W Pucharze Mistrzów w sezonie 1985/85 po wyeliminowaniu Shamrock Rovers dzięki większej liczbie bramek zdobytych na wyjeździe, Linfield spotkał się z późniejszym półfinalistą tej edycji pucharu – greckim klubem Panathinaikos Ateny. Po nikłej porażce na wyjeździe (1:2) Linfield prowadził na Windsor Park już 3:0, by w końcu zremisować 3:3 i odpaść z turnieju.
W sezonie 1987/88 z powodu wybryków kibiców klubu Linfield podczas rozgrywanego u siebie meczu z Lillestrøm SK UEFA nakazała, by w sezonach 1988/89 i 1989/90 klub rozgrywał swoje mecze domowe na obcych boiskach (skutkiem tej decyzji klub grał domowe mecze na stadionie walijskiego klubu Wrexham).
W Pucharze Mistrzów 1993/94 Linfield w pierwszej rundzie trafił na gruziński klub Dinamo Tbilisi. Po wyjazdowej porażce 1:2 drużyna zremisowała w Belfaście 1:1. Oznaczałoby to koniec udziału w dalszej części turnieju, gdyby nie wykluczenie drużyny gruzińskiej z rozgrywek. W następnej rundzie z FC København Linfield wygrał u siebie aż 3:0. W rewanżu w Kopenhadze gospodarze odrobili straty, a w dogrywce strzelili jeszcze jedną bramkę i dzięki łącznemu zwycięstwu 4:0 wyeliminowali klub z Irlandii Północnej. Duński klub w następnej rundzie trafił na AC Milan, który potem okazał się zwycięzcą całego turnieju. W ten sposób Linfield o włos był od rozegrania meczów ze znakomitym włoskim zespołem, co mogło oznaczać dla klubu pokaźne wpływy finansowe.